# Свинов, Дмитрий Вячеславович
Дмитрий Вячеславович Свинов (род. 17 декабря 1970, Тула, РСФСР, СССР) — российский деятель органов внутренних дел. Начальник Управления МВД России по Курганской области с 1 апреля 2019. Генерал-майор полиции (2020).

## Биография
Родился 17 декабря 1970 в городе Тула.
В 1994 окончил Тульский государственный технический университет. В 2001 окончил Юридический институт МВД России по специальности «юриспруденция».
Службу в органах внутренних дел начал после окончания университета в 1994 с должности участкового инспектора милиции Кировского отделения милиции УВД Пролетарского района города Тулы. 
С 1995 по 1999 служил в уголовном розыске — оперуполномоченный, старший оперуполномоченный.
С 2001 по 2004 — начальник Кировского отделения милиции УВД Пролетарского района города Тулы.
С 2004 по 2005 — заместитель начальника УВД Пролетарского района города Тулы — начальник милиции общественной безопасности.
В 2005 по 2009 — начальник Отдела внутренних дел Привокзального района города Тула.
С 2009 по 2014 — начальник Управления внутренних дел по Щёкинскому району Тульской области.
С мая 2014 по 2015 — заместитель начальника полиции (по оперативной работе) Управления внутренних дел по Северо-Восточному административному округу Главного управления МВД России по городу Москве.
С 2015 по 2019 — заместитель начальника Управления МВД России по Тверской области — начальник полиции.  С участием Свинова были раскрыты убийство тверского байкера Ильи Самойленко, работа над которым шла год, убийство депутата законодательного собрания Николая Попова.
С 1 апреля 2019 — начальник Управления МВД России по Курганской области.
Указом Президента Российской Федерации от 11 июня 2020 присвоено специальное звание «генерал-майор полиции».

## Семья
Женат, воспитывает двоих детей: дочь и сына, есть внук.

## Награды
Государственные
- Медаль «За отличие в охране общественного порядка»

Ведомственные
- Медаль «За отличие в службе» I, II, III степеней (МВД России)

## Увлечения
Любит плавать, кататься на велосипеде и на лыжах.